# Margoanyar
Margoanyar is een bestuurslaag in het regentschap Lamongan van de provincie Oost-Java, Indonesië. Margoanyar telt 1868 inwoners (volkstelling 2010).